# Charles Waweru Kamathi

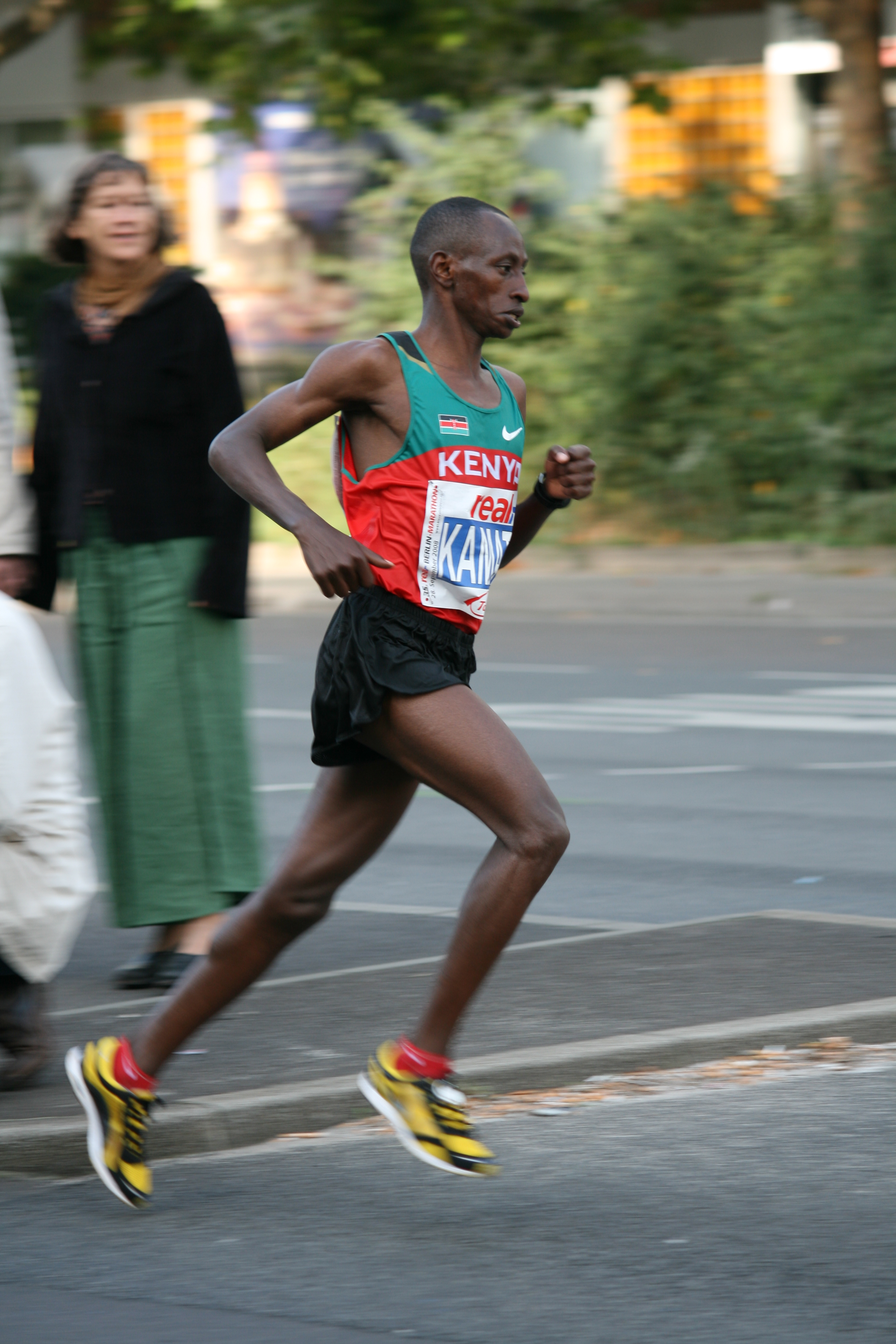
Charles Waweru Kamathi beim Berlin-Marathon 2008

Charles Waweru Kamathi (* 18. Mai 1978 in Mathari bei Nyeri) ist ein kenianischer Langstreckenläufer.

## Sportliche Laufbahn
Seine Bestleistung im 10.000-Meter-Lauf stellte Kamathi 1999 in Brüssel auf. Es war sein erstes Rennen in Europa überhaupt.
Seinen größten Erfolg feierte er bei den Leichtathletik-Weltmeisterschaften 2001 in Edmonton, als er in 27:53,25 min vor den Äthiopiern Assefa Mezgebu und Haile Gebrselassie gewann. Er beendete die Siegesserie von Gebrselassie, der allerdings vor diesem Rennen fast ein Jahr lang wegen Achillessehnenbeschwerden pausiert hatte.
Bei den Weltmeisterschaften 2003 wurde Kamathi Siebter. 2004 gewann er bei den Afrikameisterschaften, belegte aber bei den Olympischen Spielen nur Platz 13. Ein Jahr später wurde er bei den Weltmeisterschaften 2005 Zwölfter.
Bei den Crosslauf-Weltmeisterschaften gewann Kamathi 2001 Bronze auf der Langstrecke. Mit der Mannschaft gewann er 2001 und 2002 und wurde 2004 und 2005 jeweils Zweiter.
2002 nahm Kamathi auch an den Weltmeisterschaften im Halbmarathon teil. Er gewann mit der Mannschaft und wurde in der Einzelwertung Neunter. Bei seinem Debüt auf der Marathonstrecke wurde er 2007 Vierter beim Mailand-Marathon in 2:11:25 h. 2008 wurde er jeweils Dritter beim Rotterdam-Marathon in 2:07:33 h und beim Berlin-Marathon in 2:07:48 h.
2010 wurde er Zweiter beim Mailand-Marathon und siegte beim Eindhoven-Marathon.
Kamathi ist 1,65 m groß und wiegt 51 kg. Er wird von Gabriele Rosa trainiert und von Manager Federico Rosa betreut.

## Bestleistungen
- 3000 Meter: 7:41,89 min, 6. Juni 2003, Turin
- 5000 Meter: 13:02,51 min, 16. August 2002, Zürich
- 10.000 Meter: 26:51,49 min, 3. September 1999, Brüssel
- Halbmarathon: 1:00:22 h, 2002, 13. April 2002, Mailand
- Marathon: 2:07:33 h, 13. April 2008, Rotterdam